# Atol

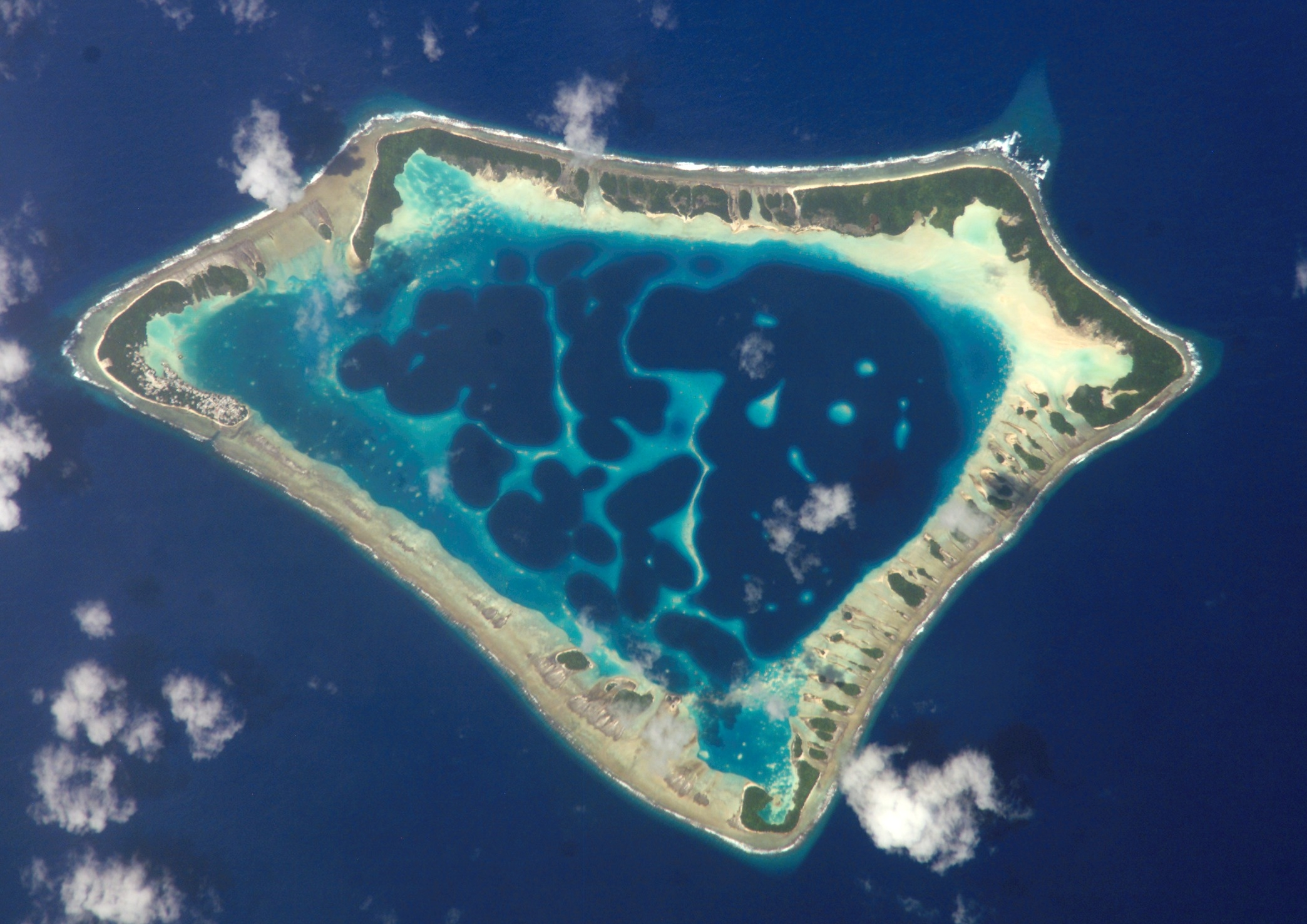
Atol Atafu na Pacyfiku

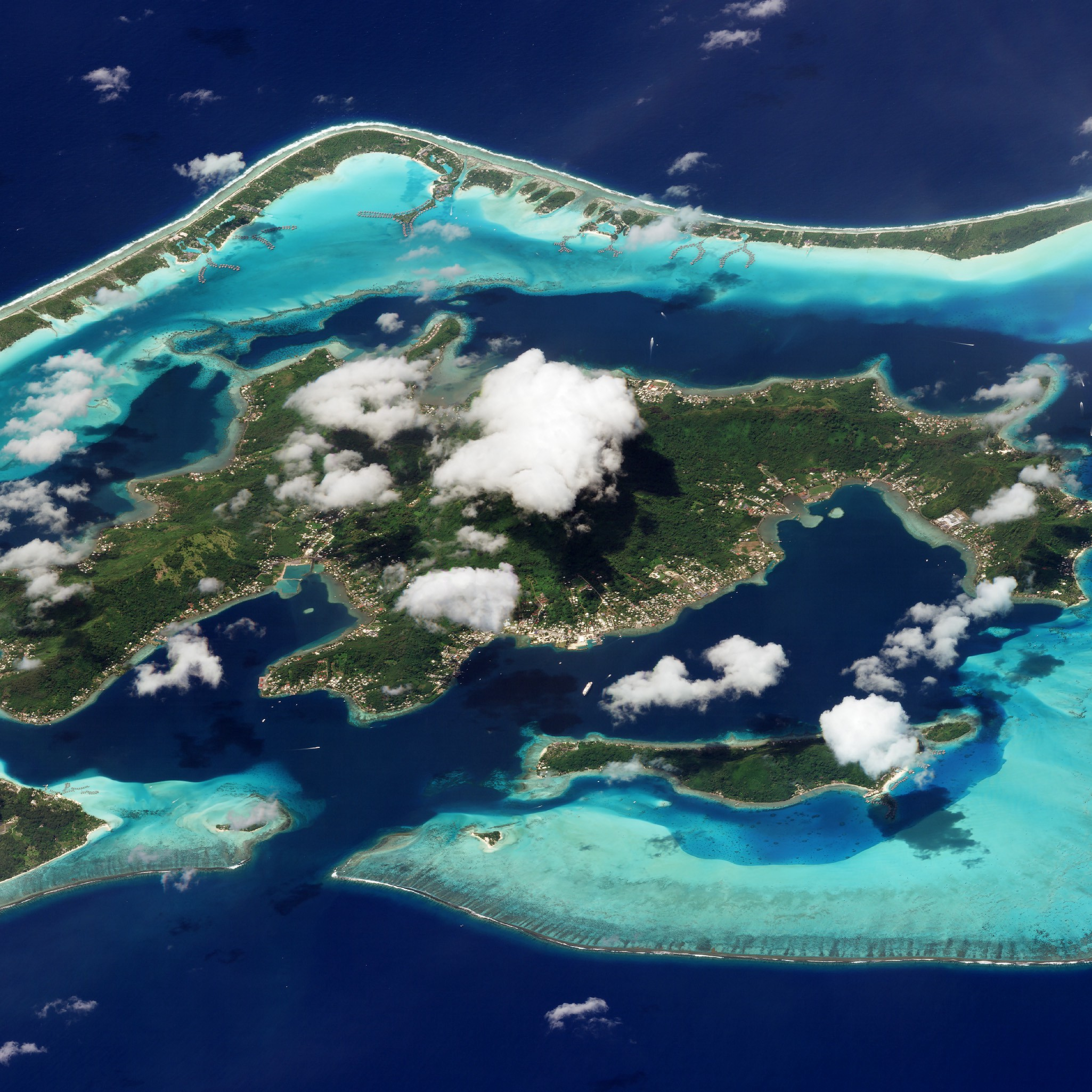
Bora-Bora z centralną wyspą wulkaniczną

Atol – płaska wyspa koralowa, zwykle składająca się z rafy koralowej w kształcie pierścienia otaczającego centralną depresję, nazywaną laguną. Może ona stanowić odrębny zbiornik wodny lub być połączona z morzem.
Atol powstaje wskutek kilku procesów. Zaczyna się od powstania wyspy wulkanicznej na oceanie. Późniejsze procesy to narastanie rafy koralowej wokół wyspy z jednoczesnym zagłębianiem się dna oceanicznego. Powstanie wyspy wulkanicznej związane jest na ogół z istnieniem tzw. plamy gorąca pod poruszającą się płytą litosfery. Powstały wulkan tworzy wyspę. W przypadku sprzyjających warunków rozwijają się na wybrzeżach wyspy koralowce, tworząc rafy koralowe. Rafę koralową tworzą żywe organizmy – polipy. Obumierające polipy pozostawiają po sobie wapienne szkielety tworzące zwartą strukturę. Wskutek ruchu płyty wyspa przemieszcza się i jednocześnie zagłębia, a działalność wulkaniczna zamiera. Jednak zagłębianie się jest na tyle powolne, że koralowce potrafią narastać wystarczająco szybko, aby utrzymać płyciznę, dopóki panują odpowiednie warunki (temperatura wody, nasłonecznienie, czystość wody itp.). W efekcie może powstać warstwa wapieni o grubości kilku kilometrów (ponad warstwą skał wulkanicznych). Stożek wulkanu jak i pozostające ponad powierzchnią części atolu ulegają erozji. Jednym z jej produktów jest piasek, na którym mogą rozwijać się rośliny. Szczątki roślin tworzą glebę. Po zewnętrznej stronie atolu tworzy się kształtowana przez fale plaża. Opada ona stromo ku głębinie. Plaże od strony laguny są znacznie szersze, a woda przeważnie płytka.
Nazwę atol pochodzącą z języka divehi, używanego na Malediwach, spopularyzował Karol Darwin. Właśnie na Malediwach można znaleźć największe atole. Ich występowanie ograniczone jest prawie wyłącznie do Oceanu Spokojnego i Indyjskiego. W basenie Oceanu Atlantyckiego atoli jest niewiele.

## Etapy powstawania atolu

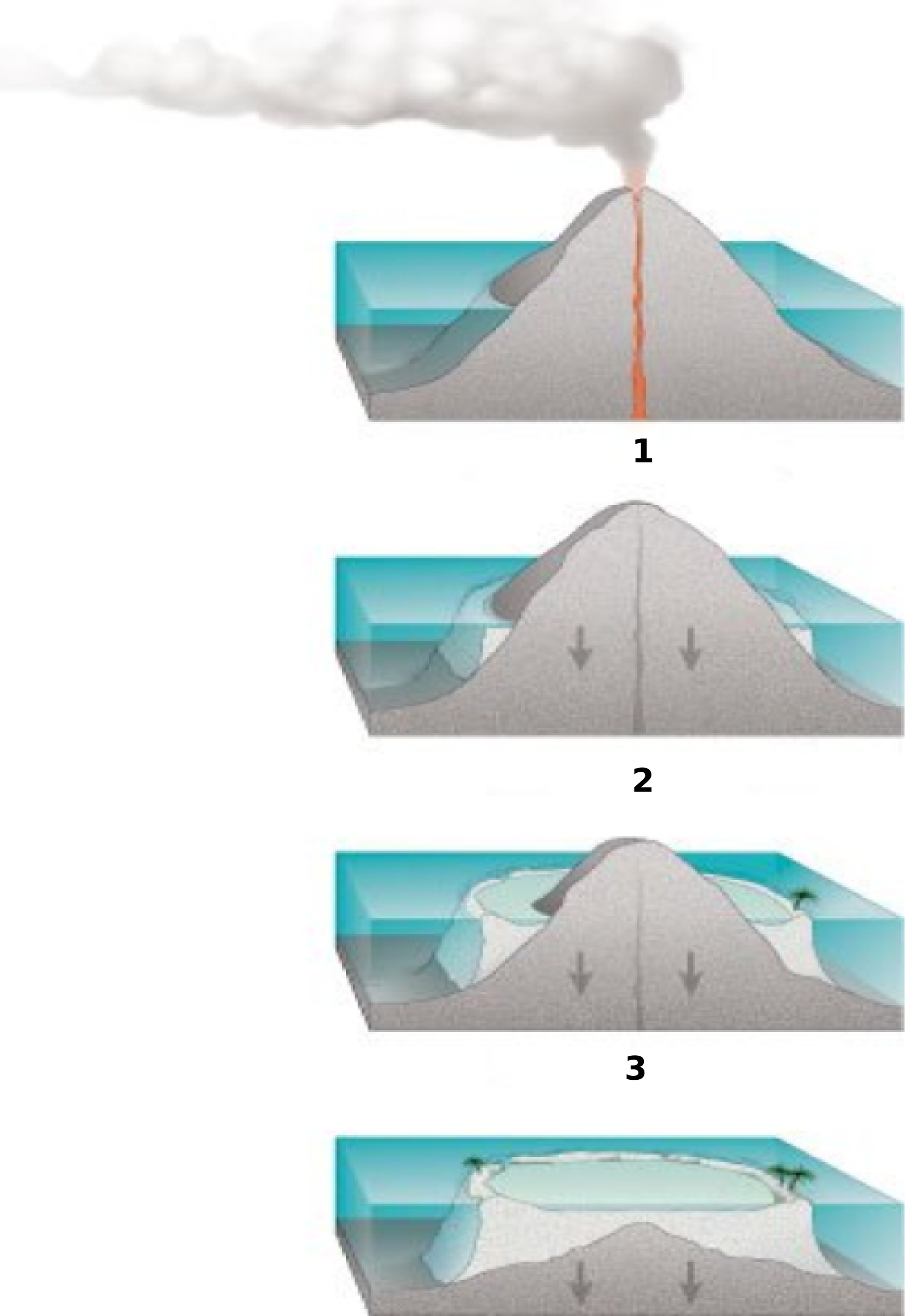
1. Czynny wulkan
2. Wulkan wygasa i wokół niego tworzy się rafa koralowa.
3. Teren obniża się (poprzez erozję) i powstaje atol.

## Galeria

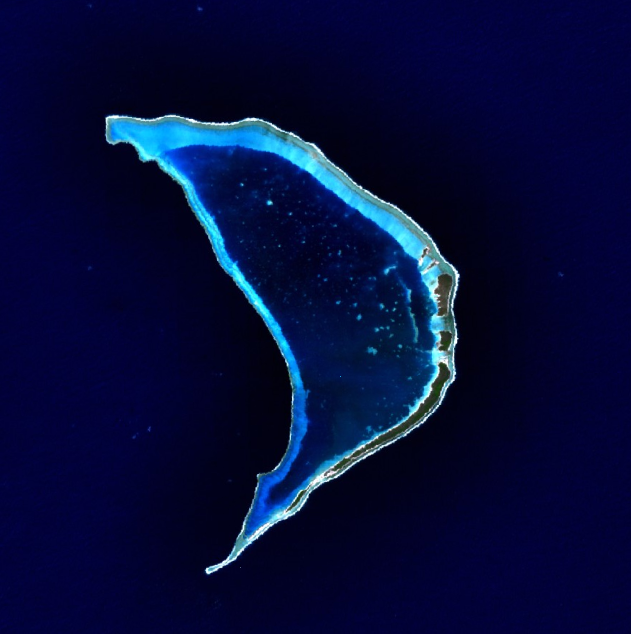
Bokak
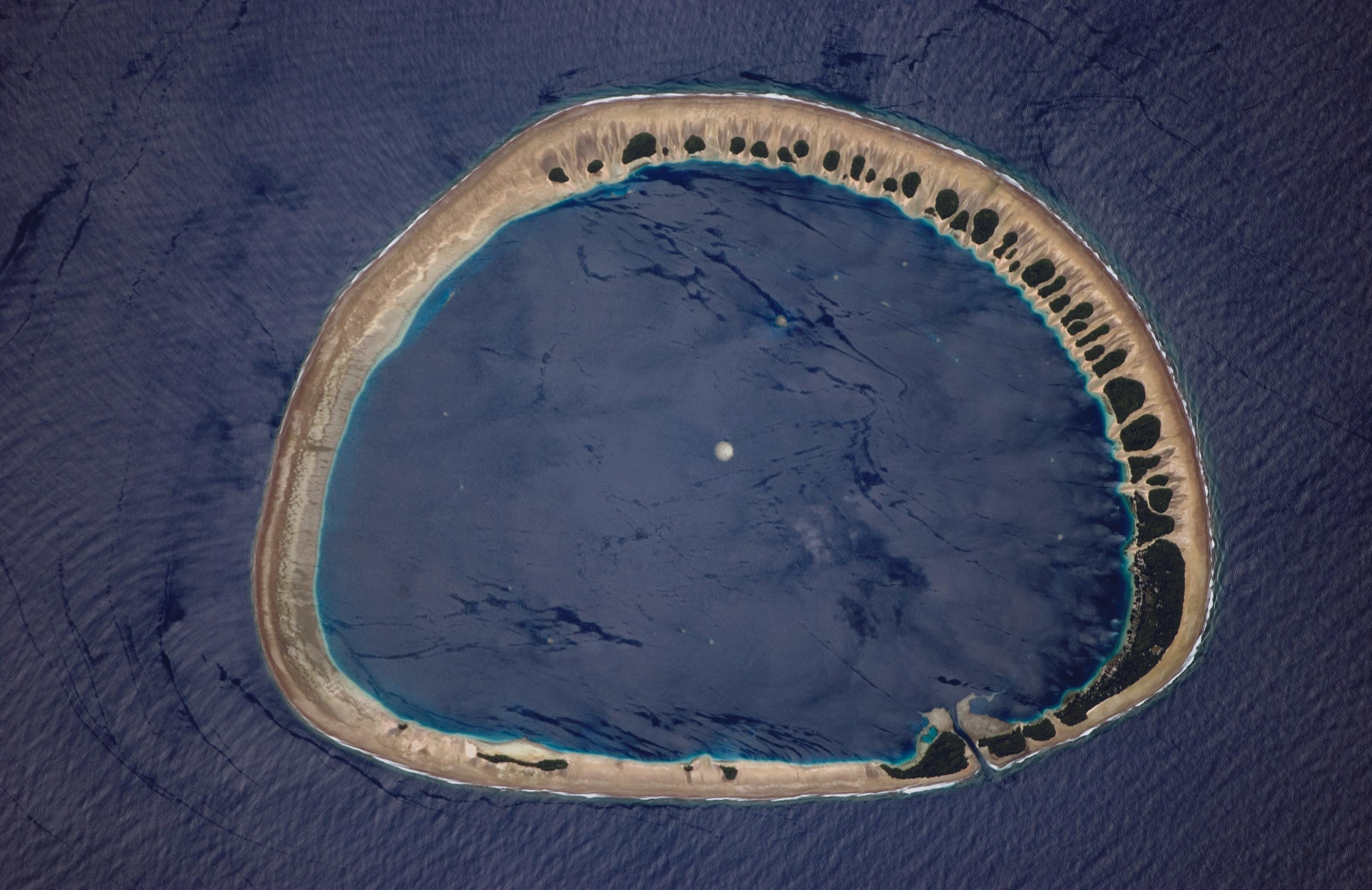
Nukuoro
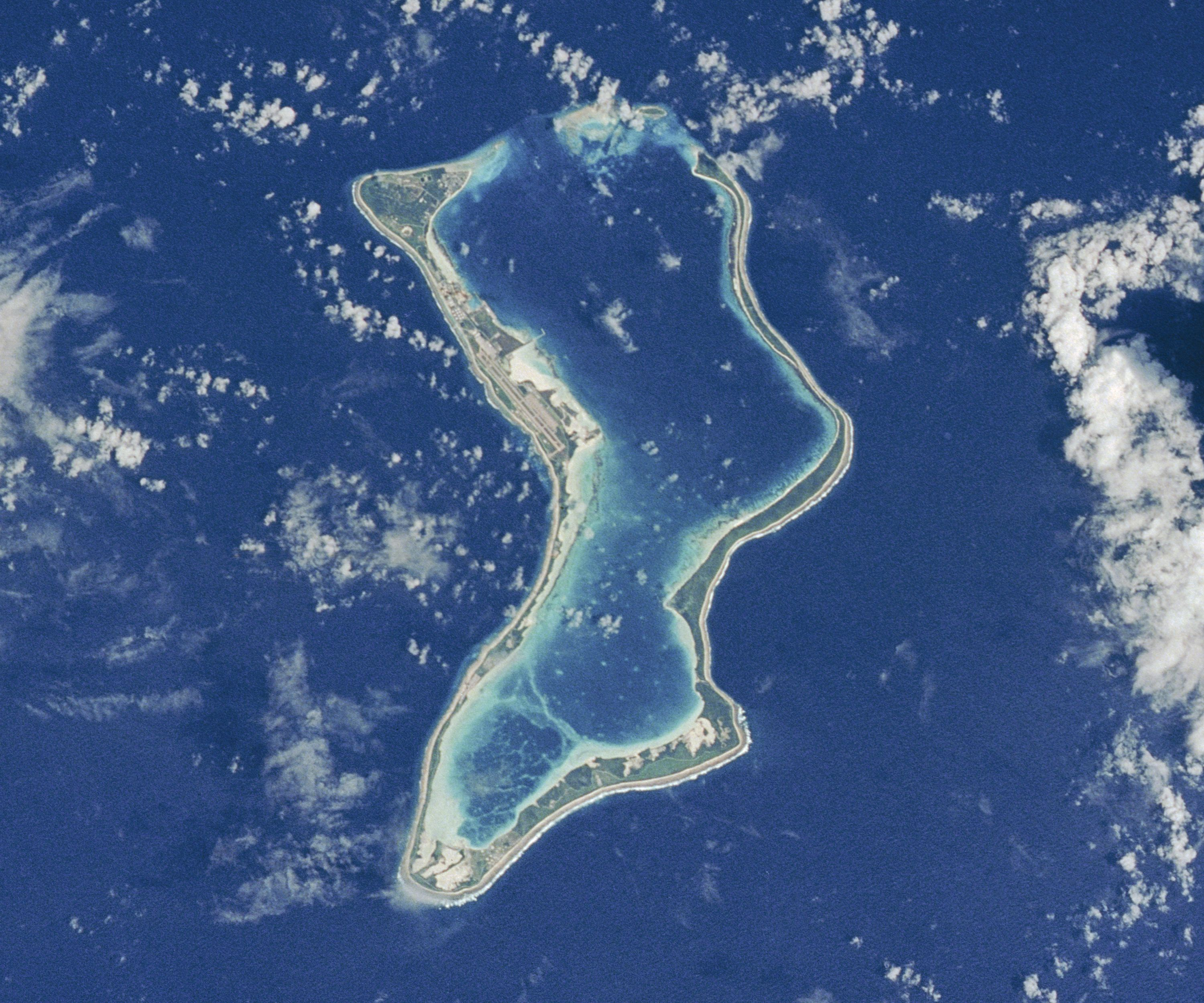
Diego Garcia
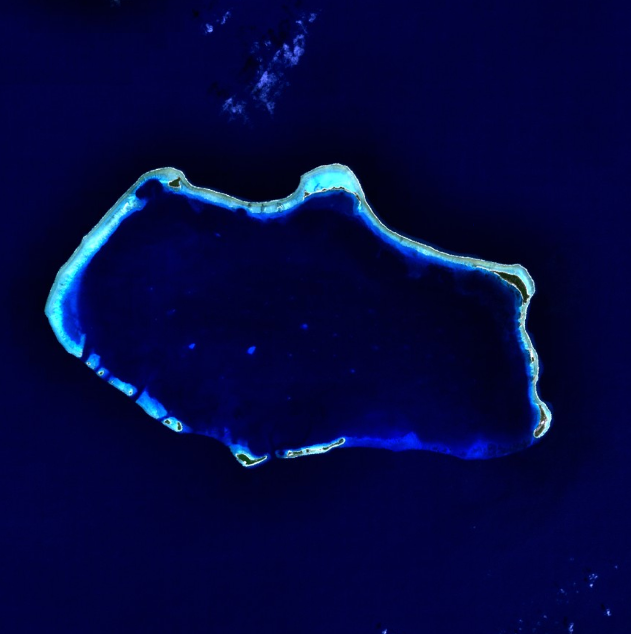
Bikini